# Psychoda makati
Psychoda makati és una espècie d'insecte dípter pertanyent a la família dels psicòdids.

## Descripció
- Antenes amb 16 artells.
- La placa subgenital de la femella és allargada i té forma de cor.[4][5][6]

## Distribució geogràfica
Es troba a Borneo, Taiwan, l'Índia, Malàisia (Sabah), les illes Filipines (Mindanao i Luzon), Austràlia (Queensland), les illes Cook, Fiji, Indonèsia (Papua Occidental), Nova Guinea i Samoa.